# Станкович Іван Іванович
Іван Іванович Станкович (нар. 7 лютого 2002, Свалява, Закарпатська область, Україна) — український футболіст, правий півзахисник волочиського «Агробізнесу».

## Життєпис
Народився в місті Свалява. Вихованець мукачівського МФА, у футболці якого з 2015 по 2019 рік виступав у ДЮФЛУ. Дорослу футбольну кар'єру розпочав 2016 року у футболці «Поляни», яка виступала в чемпіонаті Закарпатської області. У 2019 році переведений до першої команди МФА. У складі мукачівського колективу виступав в обласному чемпіонаті та аматорському чемпіонаті України, де був одним з найкращих бомбардирів команди.
У липні 2021 року підписав контракт з «Минаєм», але одразу ж був переведений до молодіжної команди клубу. У сезоні 2021/22 років захищав кольори «Минаю U-19». Вперше до заявки першої команди потрапив 12 вересня 2021 року, на нічийний (2:2) домашній поєдинок 7-го туру Прем'єр-ліги України проти одеського «Чорноморця», але просидів на лаві запасних усі 90 хвилин. Загалом у сезоні 2021/22 років двічі потрапляв до заявки на матчі Прем'єр-ліги, але в жодному з вище вказаних випадків на полі не з'являвся. У першій половині 2022 року перебував в оренді в «Ужгороді», але в команді з обласного центру не зіграв жодного офіційного матчу.
Наприкінці липня 2022 року відправився в чергову оренду, цього разу до «Хуста». У футболці «городян» дебютував 3 вересня 2022 року в нічийному (1:1) виїзному поєдинку 1-го туру Другої ліги України проти вінницької «Ниви». Іван вийшов на поле в стартовому складі та відіграв увесь матч. Першим голом за «Хуст» відзначився 19 вересня 2022 року на 72-й хвилині програного (1:3) виїзного поєдинку 3-го туру Другої ліги України проти київського «Рубікона». Станкович вийшов на поле в стартовому складі, на 63-й хвилині отримав жовту картку, а на 84-й хвилині його замінив Артем Стрілець. У сезоні 2022/23 років допоміг вийти до Першої ліги України. У другому за силою дивізіону чемпіонату України дебютував 28 липня 2023 року в програному (0:1) виїзному поєдинку 1-го туру групи А проти львівських «Карпат». Іван вийшов на поле на 87-й хвилині замість Василя Луціва. Дебютним голом у Першій лізі відзначився 10 вересня 2023 року на 21-й хвилині нічийного (2:2) виїзного поєжинку 7-го туру групи А Першої ліги України проти бузівської «Ниви». Станкович вийшов на поле в стартовому складі, а на 86-й хвилині його замінив Микола Пилип. За два сезони в чемпіонатах України за «Хуст», де залишаався гравцем основи, зіграв 42 матчі (4 голи), ще 4 матчі (1 гол) провів у плей-оф Першої ліги, а також 1 поєдинок провів у кубку України. Наприкінці червня 2024 року повернувся до «Минаю», але вже черездва тижні вільним агентом залишив команду.
13 липня 2024 року перебрався в «Агробізнес». У футболці волочиського клубу дебютував 3 серпня 2024 року в програному (0:1) виїзному поєдинку 1-го раунду кубку України проти «Миколаєва». Іван вийшов на поле в стартовому складі, а на 46-й хвилині його замінив Микита Фомін. У Першій лізі України за «Агробізнес» дебютував 7 серпня 2024 року в переможному (2:1) домашньому поєдинку 1-го туру групи А проти харківського «Металіста». Станкович вийшов на поле в стартовому складі, на 54-й хвилині відзначився голом, а на 72-й хвилині його замінив Дмитро Касімов.